# 孔菲尼
孔菲尼（義大利語：Configni），是意大利列蒂省的一个市镇。总面积22.69平方公里，人口707人，人口密度31.2人/平方公里（2009年）。ISTAT代码为057024。